# Zaha Hadid Architects
Zaha Hadid Architects è uno studio di architettura britannico fondato da Zaha Hadid nel 1980 con sede a Clerkenwell, Londra.

## Progetti realizzati
- Vitra Fire Station (1994), Weil am Rhein, Germania
- Hoenheim-Terminale nord (2001), Hoenheim, Francia
- Trampolino di Bergisel (2002), Innsbruck, Austria
- Rosenthal Center for Contemporary Art (2003), Cincinnati, Ohio, USA
- BMW Central Building (2005), Lipsia, Germania
- Museo Ordrupgaard (2005), Copenaghen, Danimarca
- Phaeno Science Center (2005), Wolfsburg, Germania
- Maggie's Centres al Victoria Hospital (2006), Kirkcaldy, Scozia
- Tondonia Winery Pavilion (2001-2006), Haro, Spagna
- Riprogettazione della Piazza Eleftheria (2007), Nicosia, Cipro
- Nuove stazioni alla Hungerburgbahn (2007), Innsbruck, Austria
- Chanel Mobile Art Pavilion (2006-2008), Tokyo, Hong Kong, New York, Londra, Parigi, Mosca, (2006-2008)
- Bridge Pavillion (2008), Saragozza, Spagna
- JS Bach Pavilion (2009), Manchester, Regno Unito
- CMA CGM Tower (2007–2010), Marsiglia, Francia
- Pierres Vives (2002-2012), Montpellier, Francia
- MAXXI - Museo Nazionale delle Arti del XXI secolo (1998–2010), Roma, Italia.
- Guangzhou Opera House (2010), Guangzhou, Cina
- Riverside Museum (2011), Scozia
- Centro per le Culture del Mediterraneo (2007), Reggio Calabria, Italia.
- Centro culturale Heydər Əliyev (2007-2012), Baku, Azerbaigian
- Eli e Edythe Broad Art Museum (2008 -2012), Michigan, USA
- London Aquatics Centre (2012), Londra, Regno Unito
- Galaxy SOHO (2008-2012), Pechino, Cina
- Dongdaemun Design Plaza (2008–2014), Seoul, Corea del Sud
- Port House (2009-2016), Anversa, Belgio
- Stazione di Napoli Afragola (2017), Italia
- Stazione marittima di Salerno (2005-2016), Italia
- 520 West 28th Street (2018), Manhattan, New York, USA
- Citylife, Milano, Italia
- Aeroporto internazionale di Pechino (2014-2019), Pechino, Cina